# Saint-Rome-de-Cernon
Saint-Rome-de-Cernon település Franciaországban, Aveyron megyében. Lakosainak száma 961 fő (2022. január 1.). Saint-Rome-de-Cernon La Bastide-Pradines, Roquefort-sur-Soulzon, Saint-Affrique, Saint-Georges-de-Luzençon, Saint-Rome-de-Tarn és Tournemire községekkel határos.

## Népesség
A település népessége az elmúlt években az alábbi módon változott:
| Lakosok száma | 759  | 878  | 871  | 759  | 816  | 866  | 925  | 948  | 957  | 961  |
|               | 1968 | 1982 | 1990 | 2006 | 2013 | 2015 | 2017 | 2019 | 2020 | 2022 |